# سیارک ۳۷۷۸
سیارک ۳۷۷۸ (به انگلیسی: 3778 Regge، نامگذاری:1984HK1) سه هزار و هفتصد و هفتاد و هشتمین سیارک کشف شده‌است که در ۲۶ آوریل ۱۹۸۴ کشف شد.
قدر مطلق سیارک برابر ۱۲٫۷۰ است.